# Zaleodes
Zaleodes là một chi bướm đêm thuộc họ Noctuidae.

## Loài
- Zaleodes xylochroa Hampson, 1926